# Eagle Mountain (Utah)
Eagle Mountain è un comune degli Stati Uniti d'America, nella contea di Utah nello Stato dello Utah.